# Kašpar Karas z Rhomsteinu
Mons. Kašpar Karas z Rhomsteinu (1597, Újezd v Opolsku – 6. ledna 1646, Vratislav) byl slezský duchovní, vratislavský, olomoucký a brněnský kanovník a prelát, který se r. 1640 stal titulárním biskupem tiberiadským a světícím biskupem v Olomouci. V letech 1638–1640 a 1643–1646 byl také administrátorem olomouckého biskupství, jehož biskupem byl formálně arcivévoda Leopold Vilém Habsburský.